# Spanglerogyrus albiventris
Spanglerogyrus albiventris Folkerts, 1979 è un coleottero della famiglia Gyrinidae. È l'unica specie nota del genere Spanglerogyrus  e della sottofamiglia Spanglerogyrinae.